# Мінгла
Мінгла (*бірм. မင်းလှ; 18 квітня 1418 — 9 листопада 1425) — 6-й володар царства Ава з серпня до листопада 1425 року. Відомий також як Мінгланге (Мінгла Молодший).

## Життєпис
Син спадкоємця трону Тхіхатху. Народився 1418 року в Аві. Напочатку 1422 року його батько стає володарем держави. У серпні 1425 році внаслідок змови Тхіхатху загинув. Мінгла було оголошено новим правителем.
Але проти правління Мінгла виступила Шін Боме, одна з дружина Тхіхатху. Вона таємно запросила захопити владу Кале Четаунгнйо, що належав до правлячої династії. Під час руху того на столицю у листопаді 1425 році Шін Боме отрула Мінгла. В результаті без особливого спротиву Кале Четаунгнйо став новим володарем Ави.